# Carlos Reyles (ville)
Pour les articles homonymes, voir Carlos Reyles.
Carlos Reyles est une ville de l'Uruguay située dans le département de Durazno. Sa population est de 1 039 habitants.

## Histoire
La ville a été fondée en 1860.

## Population
| Année | Population |
| ----- | ---------- |
| 1963  | 928        |
| 1975  | 938        |
| 1985  | 976        |
| 1996  | 1 089      |
| 2004  | 1 039      |

Référence,: